# Schwerterheide
Schwerterheide ist eine Wohnlage bzw. ein Stadtteil der Stadt Schwerte im Kreis Unna im Bundesland Nordrhein-Westfalen. Der Stadtteil liegt im Norden von Schwerte und zeichnet sich durch eine Mischung aus Wohngebieten und Naturflächen aus.

## Geschichte
Die Entwicklung der Schwerterheide ist unmittelbar an die der Stadt Schwerte geknüpft. Bereits um 1836 wurde der Name als Flurname auf Karten verzeichnet, jedoch war das Gebiet noch unbesiedelt. Bis 1891 zeigen historische Karten erste Anzeichen von Siedlungsaktivität.

## Bildung

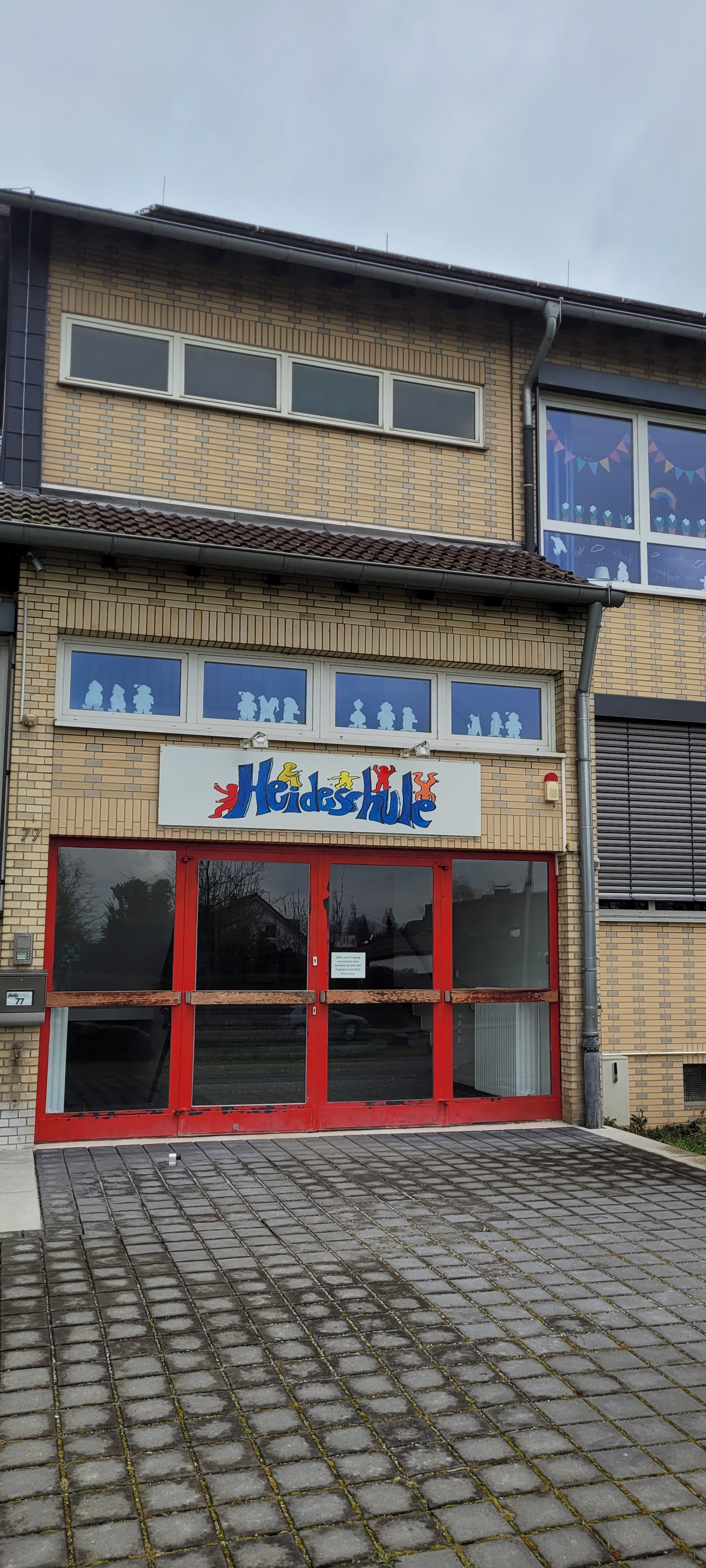
Heideschule

In der Schwerterheide befindet sich die Heideschule, eine zweizügige Gemeinschaftsgrundschule. Sie liegt am nördlichen Rande der Stadt Schwerte am Schwerter Wald. Mit ihren acht Klassenräumen, einer Sporthalle, einem Werk- und Musikraum, einer Küche, einem Förderraum, einer zeitsicheren Schule (für Betreuung bis 14 Uhr) sowie einem großen OGS-Anbau mit angrenzendem weitläufigem Schulhof bietet die Schule über 200 Schülerinnen und Schülern eine umfassende schulische Infrastruktur.

## Vereine und Bürgerinitiativen
In Schwerterheide gibt es zahlreiche Vereine, die sich für das soziale und kulturelle Leben im Stadtteil engagieren. Zu den bekanntesten gehören:
- Der Bürgerschützenverein Schwerterheide (BSV Schwerterheide), der sich dem traditionellen Schützenwesen widmet
- Vereine wie die Liedertafel, der Obst- und Gartenbauverein, die Ortsgruppe der Naturfreunde sowie verschiedene Sport- und Kulturvereine.
- Die Bürgerinitiative Schwerterheide, die sich für den Erhalt des Landschaftsschutzgebietes und gegen die Bebauung des Schwerter Waldes einsetzt.[3]